# Wora
Wora is een bestuurslaag in het regentschap Bima van de provincie West-Nusa Tenggara, Indonesië. Wora telt 2949 inwoners (volkstelling 2010).